# Джулія Ясмін
Джулія Ясмін (нар. 2 січня 1999 Венеція, Італія) — італійська та українська військова, пілот ВПС, сержант. Єдина жінка-пілот членів НАТО що воює в лавах України.

## Біографія
Народилась в Венеції, Італія. В 2018 році вступила до Академії Поццуолі, сержант. Того ж року під час посвяти в пілоти виник скандал. Джулія звинуватила хлопців-пілотів в дідовщині проте програла суд і була відрахована. В 2022 році підписала контракт з Україною.Воювала на південному фронті
Одружилась в 2023 році.